# فرنسيسكو سيلفيرا
فرنسيسكو سيلفيرا هو سياسي هندي، ولد في 1968 في Agaçaim ‏ في الهند. نشط حزبياً في حزب بهاراتيا جاناتا. وقد انتخب Member of the Goa Legislative Assembly ‏.